# Сарнівка (річка)
Сарнівка — річка в Україні, в Романівському  районі Житомирської області. Права притока Нивни (басейн Дніпра).

## Опис
Довжина річки приблизно 6,7 км.

## Розташування
Бере початок на південному заході від Товщи. Тече переважно на північний захід і в селі Нивна впадає у річку Нивну, праву притоку Случі. 
Річку перетинає автомобільна дорога Т 0618.